# Leszek Kokoszka
Leszek Kokoszka (ur. 11 kwietnia 1951 w Nowym Targu) – polski hokeista, olimpijczyk.

## Kariera sportowa
Zawodnik grający na pozycji napastnika. Wychowanek Podhala Nowy Targ (1965–1975). Następnie gracz Legii Warszawa (1976–1977), Łódzkiego Klubu Sportowego (1977–1981) oraz włoskiego MC Cortina d'Ampezzo (1981–1982) i niemieckiego EV Landsberg (od 1983).
Zdobywca Złotego Kija redakcji "Sportu" dla najlepszego hokeisty kraju oraz król strzelców i zwycięzca "punktacji kanadyjskiej" w sezonie 1979/1980 w barwach ŁKS Łódź.
Uczestnik Igrzysk Olimpijskich w Innsbrucku (1976) i Lake Placid (1980) oraz pięciu turniejów o mistrzostwo świata.